# Вуллонгонгский университет
Вуллонгонгский университет (англ. University of Wollongong, UOW) — австралийский государственный университет, расположенный в городе Вуллонгонг, штат Новый Южный Уэльс. Был основан в 1951 году как региональное отделение Технологического университета Нового Южного Уэльса, с 1975 года существует как самостоятельное учебное заведение. По состоянию на 2020 год в университете насчитывалось в общей сложности 34 520 студентов, в том числе 14 286 студентов из более чем 150 зарубежных стран.